# آگوستنبرگ (لیختن اشتاین)
آگوستنبرگ (به لاتین: Augstenberg) یک کوه در لیختن‌اشتاین است که در لیختن‌اشتاین واقع شده‌است. آگوستنبرگ ۲٬۳۵۹ متر بالاتر از سطح دریا واقع شده‌است.